# Siphonorhis brewsteri
Siphonorhis brewsteri е вид птица от семейство Caprimulgidae. Видът е почти застрашен от изчезване.

## Разпространение
Видът е разпространен в Доминиканската република и Хаити.